# Hargicourt (Aisne)
Hargicourt ist eine französische Gemeinde mit 551 Einwohnern (Stand: 1. Januar 2022) im Département Aisne in der Region Hauts-de-France (bis 2015 Picardie). Sie gehört zum Arrondissement Saint-Quentin, zum Kanton Bohain-en-Vermandois und zum Gemeindeverband Pays du Vermandois.

## Geografie
Die Gemeinde Hargicourt liegt rund 16 Kilometer nordwestlich von Saint-Quentin an der Grenze zum Département Somme. Die Autoroute A 26 kreuzt das Gemeindegebiet. Die Cologne, ein Nebenfluss der Somme, entspringt in Hargicourt. Nachbargemeinden von Hargicourt sind Ronssoy im Nordwesten und Norden, Bony im Nordosten, Bellicourt im Osten, Villeret im Süden, Hesbécourt im Südwesten sowie Templeux-le-Guérard im Westen.

### Geologie

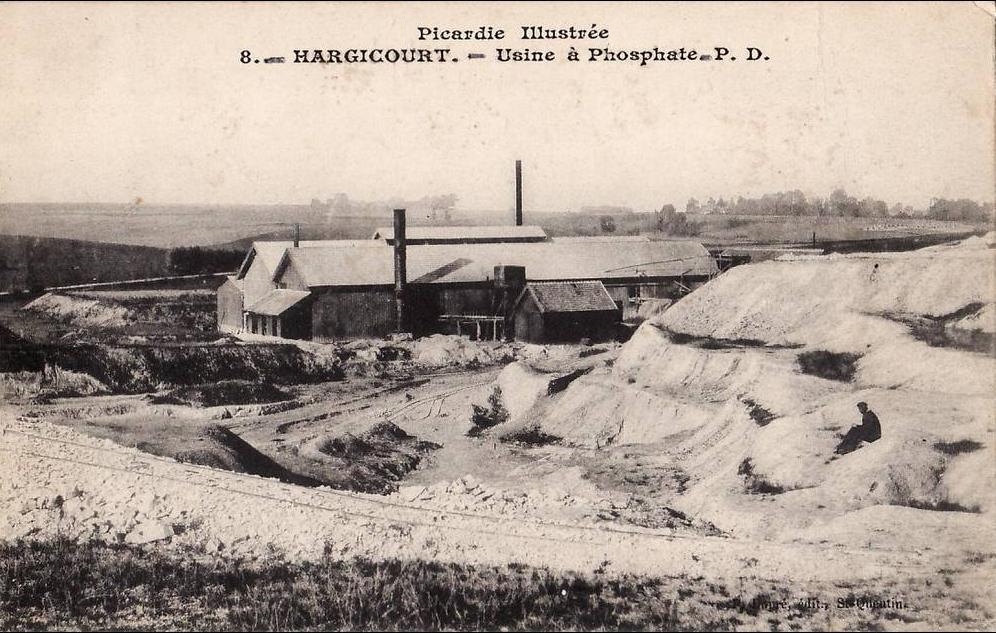
Phosphatfabrik um 1910

Aus geologischer Sicht gehört die Region um Hargicourt zum Pariser Becken. Auf dem Gemeindegebiet wurden viele Fossilien entdeckt. Im Tal von Hargicourt fand bis 1914 der industrielle Abbau von Phosphaten statt.

## Geschichte
Während des Ersten Weltkriegs wurde Hargicourt eine Woche nach der Marneschlacht 1914 von deutschen Truppen besetzt. Im März 1917 zog sich die deutsche Armee strategisch auf die Hindenburglinie an den Saint-Quentin-Kanal wenige Kilometer östlich von Hargicourt zurück. Nach der Evakuierung der Zivilbevölkerung wurde das Dorf von den deutschen Truppen systematisch zerstört. Im April 1917 besetzten britische Truppen das Territorium von Hargicourt, welches am 21. März 1918 im Verlauf der deutschen Offensive an der Aisne von den Deutschen zurückerobert wurde. Am 18. September 1918 wurde Hargicourt von australischen Truppen eingenommen.

### Bevölkerungsentwicklung
| Jahr                       | 1962 | 1968 | 1975 | 1982 | 1990 | 1999 | 2006 | 2016 | 2022 |
| Einwohner                  | 620  | 559  | 561  | 540  | 557  | 559  | 538  | 592  | 551  |
| Quellen: Cassini und INSEE |      |      |      |      |      |      |      |      |      |

## Sehenswürdigkeiten
- Kirche Saint-Pierre
- protestantische Kirche
- Hargicourt Communal Cemetery Extension, Soldatenfriedhof der CWGC mit 75 Gräbern

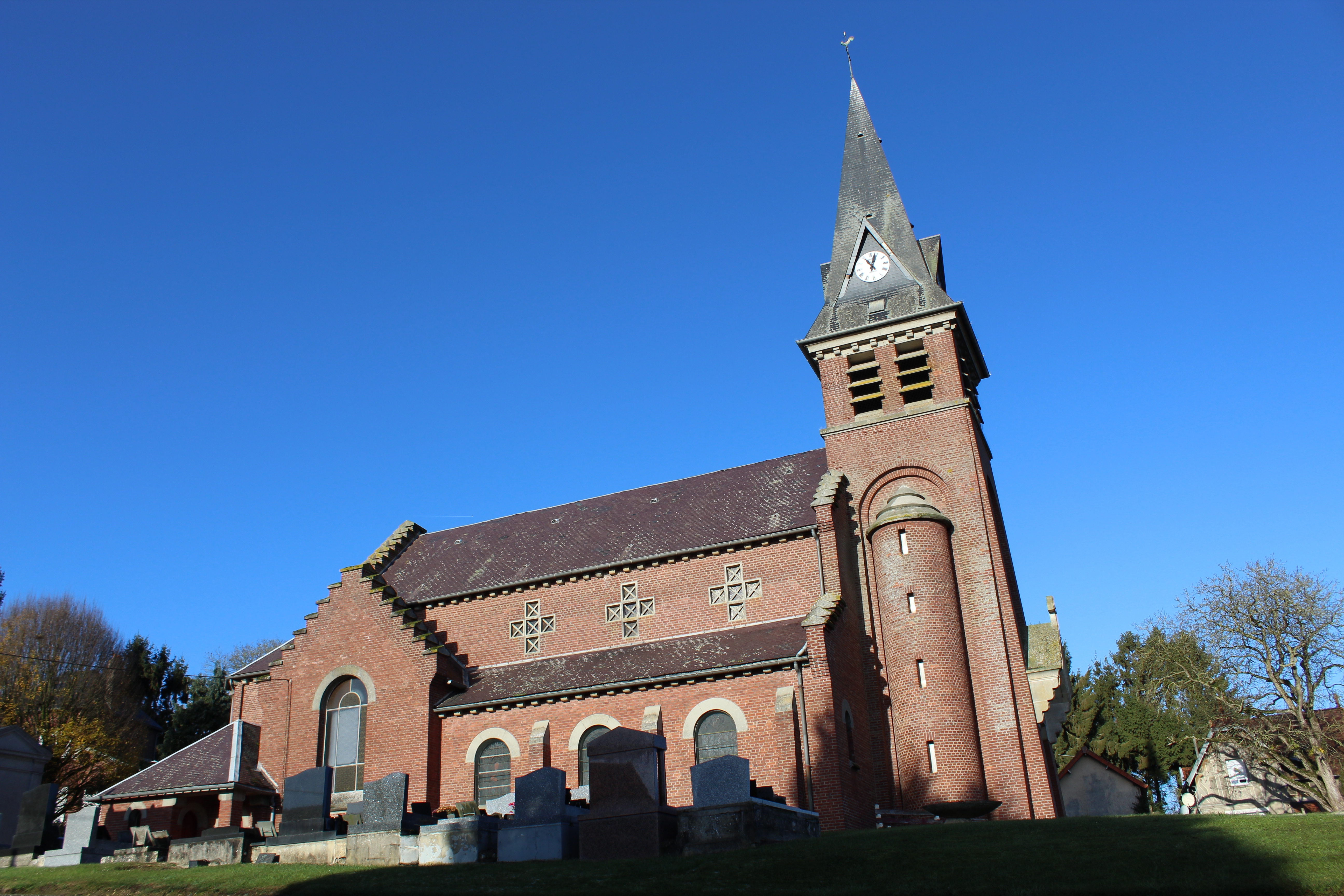
Kirche Saint-Pierre
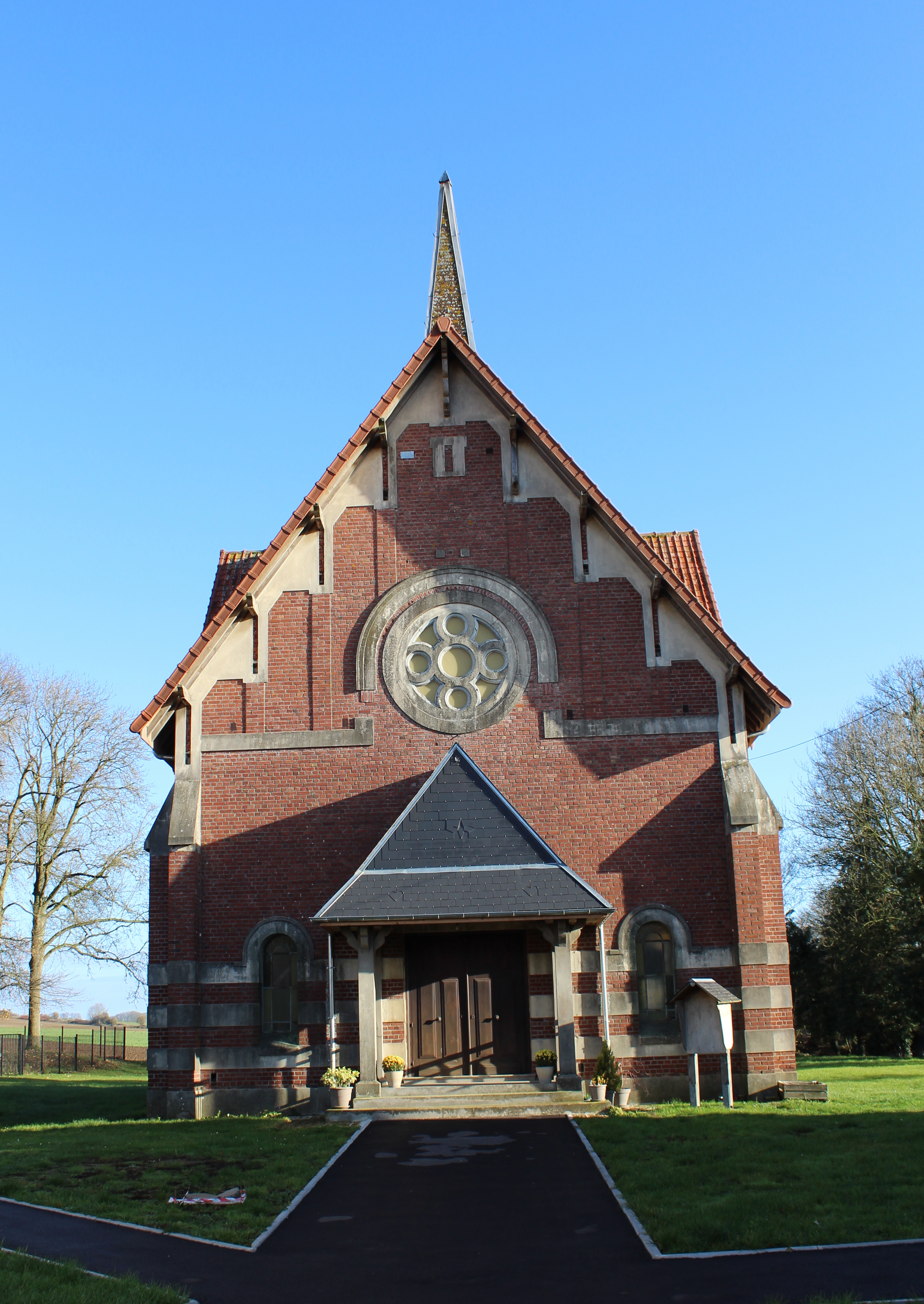
Protestantische Kirche
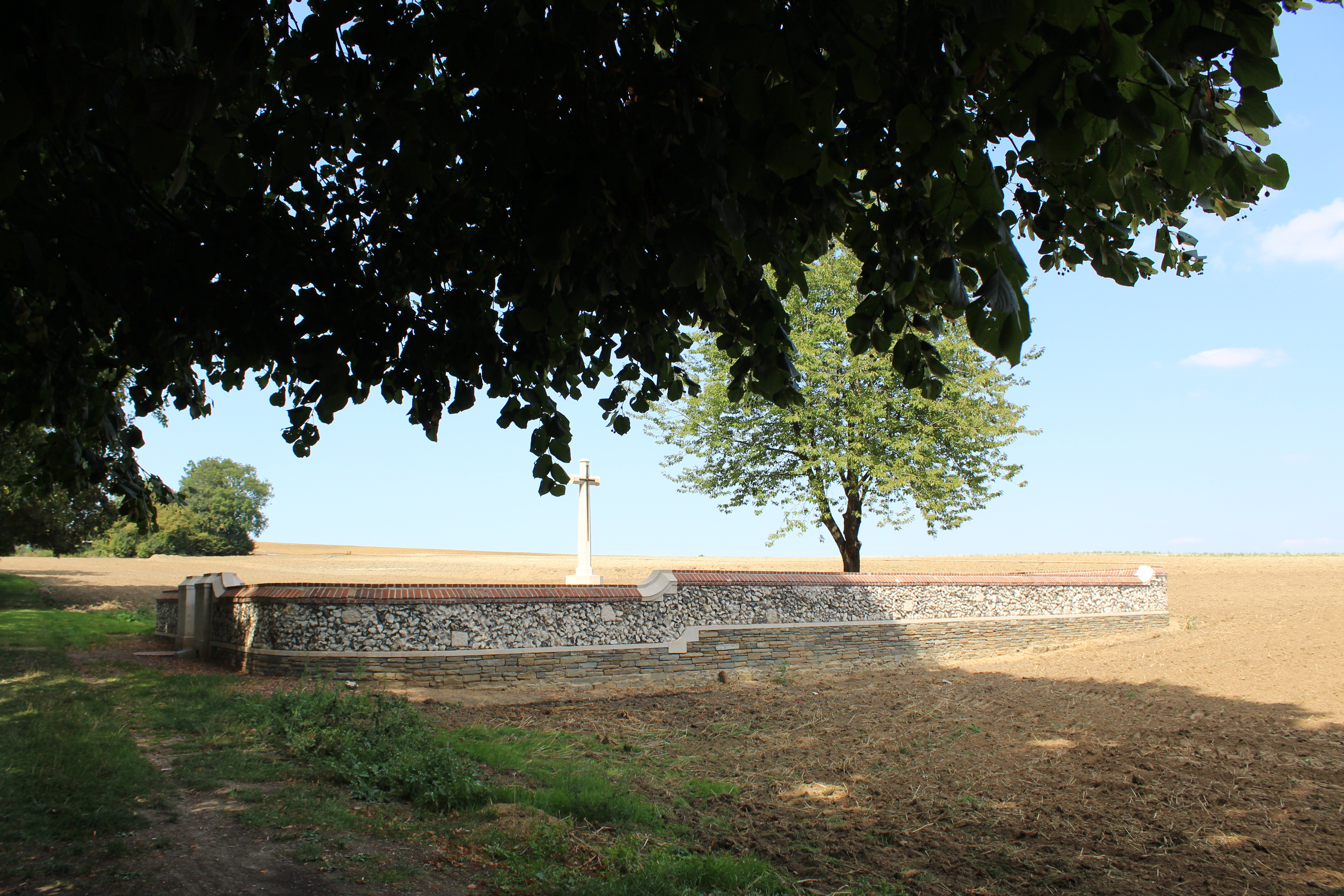
Britischer Soldatenfriedhof
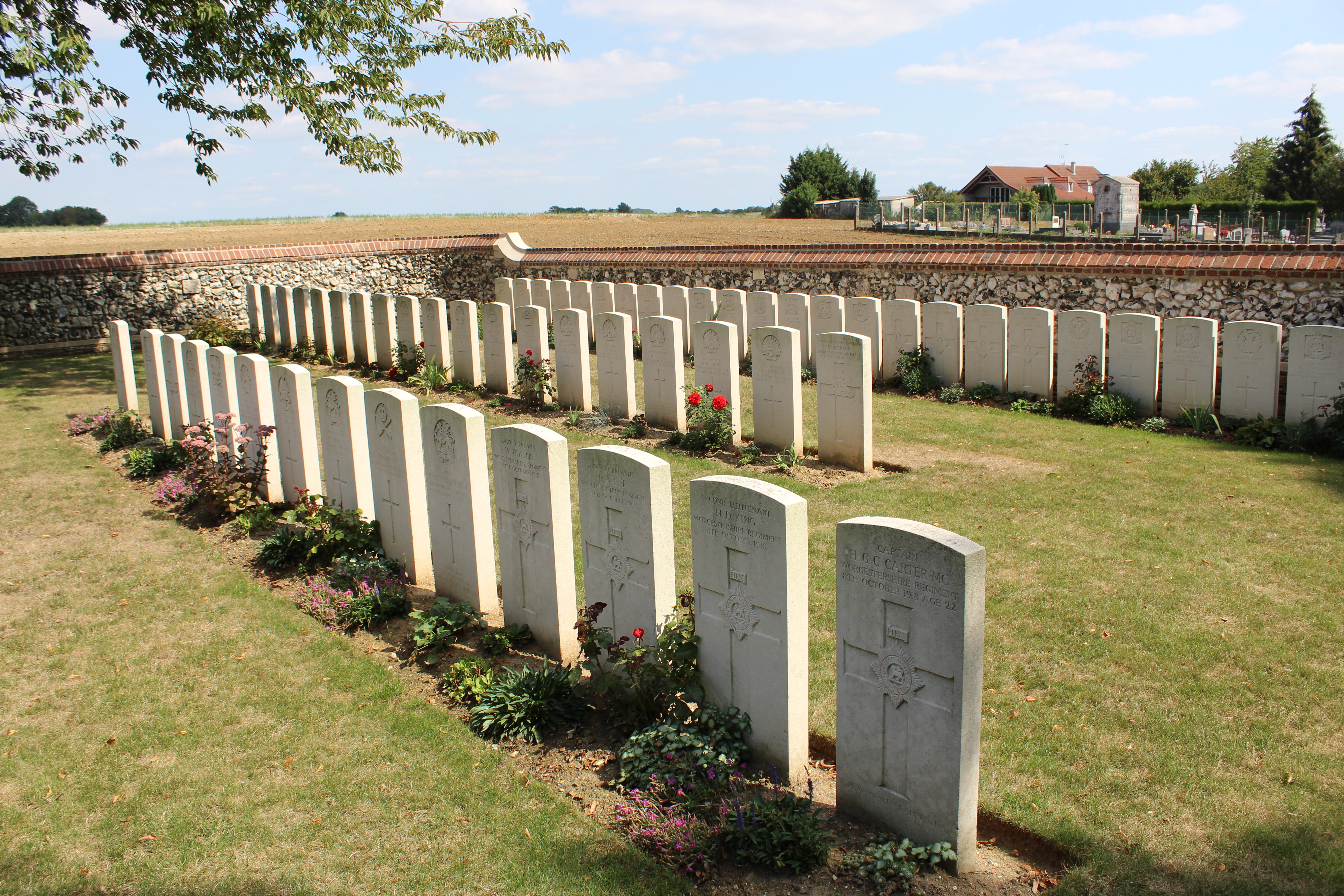
Soldatenfriedhof des CWGC
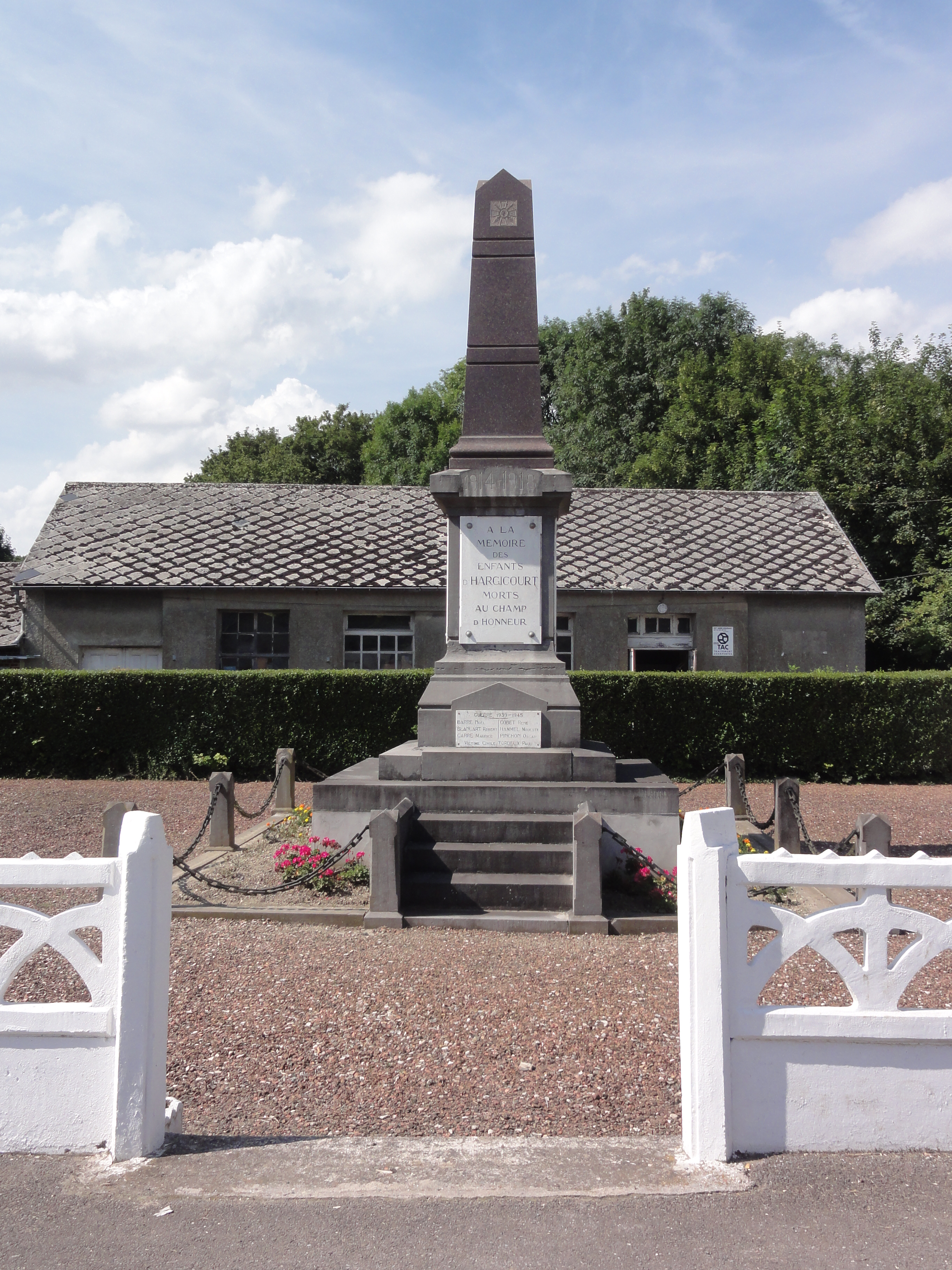
Gefallenendenkmal